# Stillfried

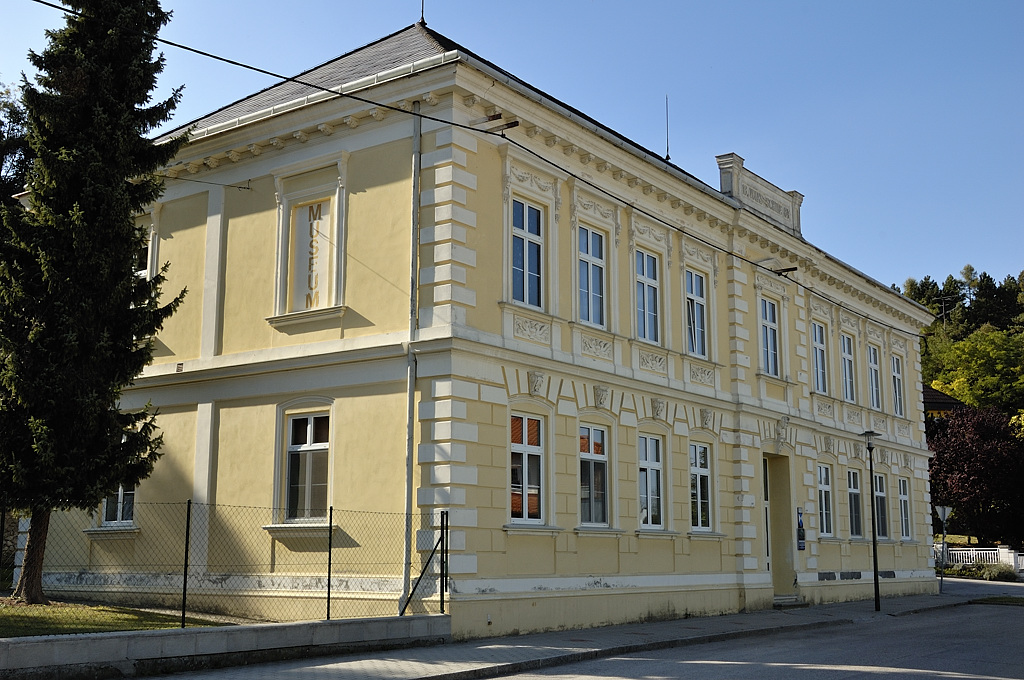
Museum für Ur- und Frühgeschichte

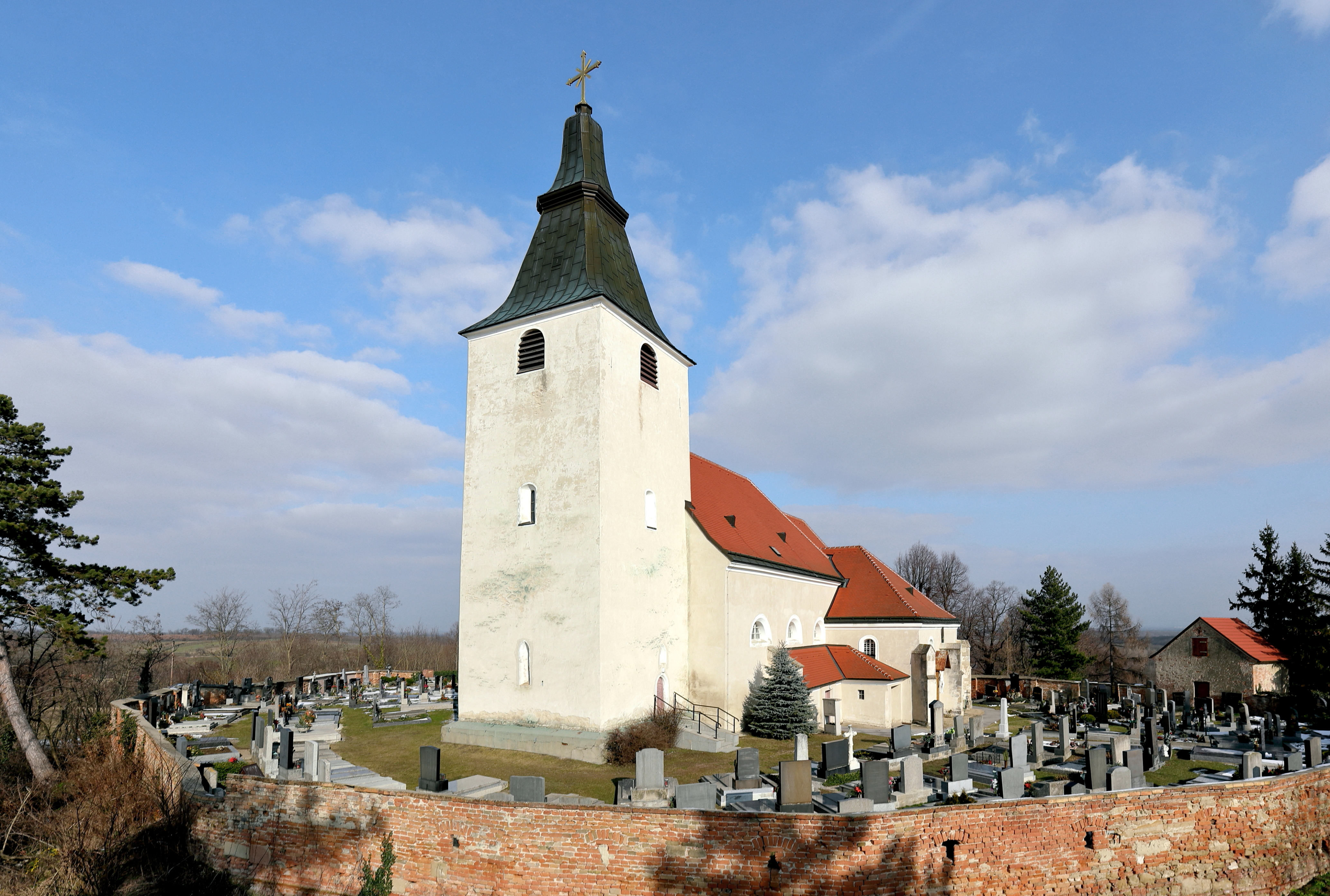
Ehemalige Wehrkirche mit mittelalterlicher Ringmauer

Stillfried an der March, die hier die Grenze zur Slowakei bildet, ist eine Katastralgemeinde der Gemeinde Angern an der March im östlichen Niederösterreich. Der Ort hat 379 Einwohner. Das Ortsleben ist stark mit dem der etwa gleich großen Katastralgemeinde Grub an der March verbunden, mit der Stillfried den Ortsvorsteher und die Freiwillige Feuerwehr teilt. Am anderen Marchufer liegt der Ort Suchohrad gegenüber, der einst Dimburg genannt wurde; eine Brücke gibt es nicht.

## Geschichte
Die archäologischen Funde im Gebiet von Angern reichen von der Altsteinzeit bis in die Römerzeit. Daraus ergibt sich ein einmaliges Siedlungskontinuum von fast 30.000 Jahren mit langjähriger Forschungstradition. 
Erste archäologische Grabungen wurden in Stillfried 1874 von Matthäus Much durchgeführt, der eine gewaltige Wall- und Grabenanlage freilegte. Von den mindestens drei Erdställen in Stillfried, die der Höhlenforscher Lambert Karner um 1900 n. Chr. untersuchte und beschrieb, ist einer noch intakt.
Aus der Altsteinzeit wurde die Arbeitsstelle eines Steinschlägers gefunden. In der Bronzezeit befand sich auf dem Kirchberg eine Besiedlung, für die besonders für die späte Bronzezeit (etwa 1300–800 v. Chr.) eine massive Befestigungsanlage und weitreichende Handelskontakte bezeugt sind. Aus der Eisenzeit, genauer der Spätlatènezeit (190 v. Chr. bis um Christi Geburt), stammt eine 1917 in Grub im Flur „Ziegelei“ ergrabene Körperbestattung mit Keramik dieser Epoche (ovoide Flaschen, bemalte und mit Kammstrichverzierung, Glättungen und Sichelrändern versehene Gefäße). Ein weiterer Fundort war der „Kirchhügel“, ebenfalls mit Spätlatènekeramik. Ein Grab und eine Siedlungsanlage dieses Zeithorizontes wurden im Gemeindegebiet von Dürnkrut im Flur „Beim Walde“ ausgegraben.
Die römischen Funde stammen von einer Militärstation aus dem 2. Jahrhundert.
An der Bernsteinstraße liegend, wurde der Ort erstmals im Jahr 1045 in einer Schenkungsurkunde Kaiser Heinrichs III. an den Spanheimer Markgrafen Siegfried genannt. Stillfried wurde mit dieser Schenkung Hauptort der sehr kurzlebigen Ungarischen Mark, die bald in die Markgrafschaft Österreich einbezogen wurde. 1278 versammelten sich bei Stillfried die Streiter Rudolfs I. zur Schlacht bei Dürnkrut und Jedenspeigen, einem Schlüsselereignis der österreichischen Geschichte. 1355 erhielt Stillfried, bereits im habsburgischen Herzogtum Österreich, das Marktrecht.
Die Grenze an der March war vom 16. Jahrhundert, als die Habsburger Könige von Ungarn wurden, bis 1918 eine Binnengrenze der Habsburgermonarchie. Seit November 1918 handelt es sich um eine Staatsgrenze, die in den Jahrzehnten des „Eisernen Vorhangs“ bis 1989 auf tschechoslowakischer Seite stark bewacht war. Auf beiden Seiten der Grenze wurden die Kontrollen auf Grund des Beitritts der Slowakei zum Schengen-Raum am 21. Dezember 2007 eingestellt.
Seit 1972 gehört der Ort zur Gemeinde Angern an der March.

## Verkehr
Seit 1839 ist Stillfried durch die Kaiser Ferdinands-Nordbahn erschlossen. Die Entfernung vom Bahnhof Wien Praterstern beträgt 44 Tarif-Kilometer, es besteht in den Verkehrsverbund Ost-Region eingebundener Regionalverkehr im Stundentakt (Reisezeit 45 Minuten). Die Schnellzüge nach Brünn und Prag halten in Stillfried nicht.

## Öffentliche Einrichtungen
In Stillfried befindet sich ein Kindergarten.

## Sehenswürdigkeiten
Zu den Sehenswürdigkeiten von Stillfried zählen neben archäologischen Ausgrabungsstätten unter anderem die Pfarrkirche und die ehemalige Volksschule. Außerdem gibt es ein Museum für Ur- und Frühgeschichte.

## Historische Landkarten

Stillfried in der Landesaufnahme um 1873
Stillfried (links unten), mit Angaben über militärische Unterkünfte (900 Mann und 40 Pferde, rechts außen) und die March
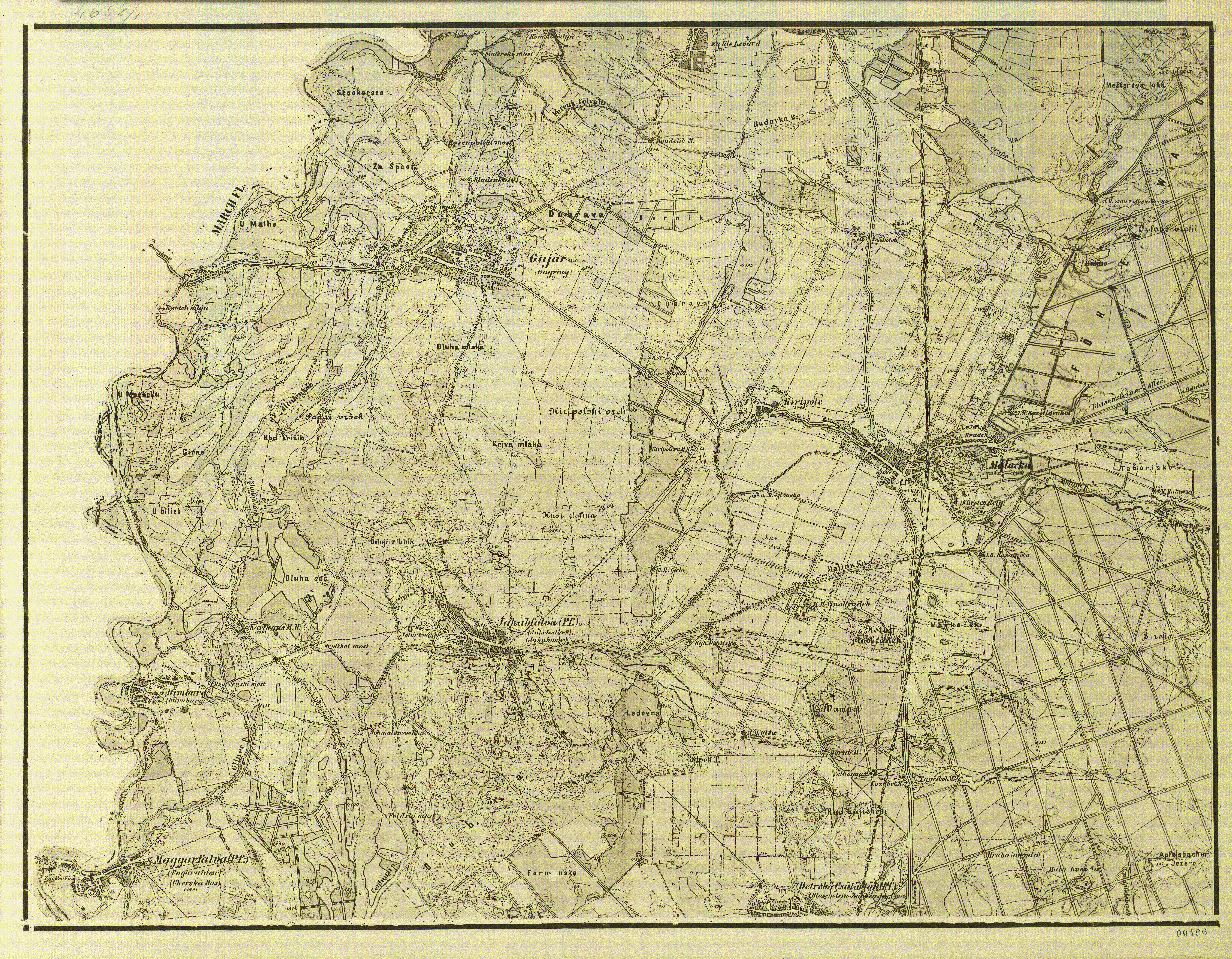
Die Marchebene östlich von Stillfried mit Dimburg, damals Königreich Ungarn, dann Tschechoslowakei, nun Slowakei, war über mehrere Fähren und Brücken erreichbar
Im Westen von Stillfried liegt die Gemeinde Velm-Götzendorf